# Rungsina
Rungsina is een geslacht van vlinders van de familie snuitmotten (Pyralidae).

## Soorten
- R. canifusalis (Hampson, 1900)
- R. mimicralis (Amsel, 1951)
- R. rungsi Leraut, 2004